# Solivomer
Solivomer is een monotypisch geslacht van straalvinnige vissen uit de familie van lantaarndragers (Neoscopelidae).

## Soort
- Solivomer arenidens Miller, 1947